# Laura Dijkema
Laura Dijkema (18 de febrero de 1990) es una jugadora profesional de voleibol holandés, juega de posición armador. Desde la temporada 2020/2021, juega en la rusa Superliga, en el equipo Lokomotiv Kaliningrado

## Palmarés

### Clubes
Copa de Holanda:
- 2009, 2010

Campeonato de Holanda:
- 2009, 2010
- 2011

Supercopa de Holanda:
- 2009, 2010

Campeonato de Alemania:
- 2015, 2016

Copa de Alemania:
- 2016

Campeonato de Italia:
- 2017

### Selección nacional

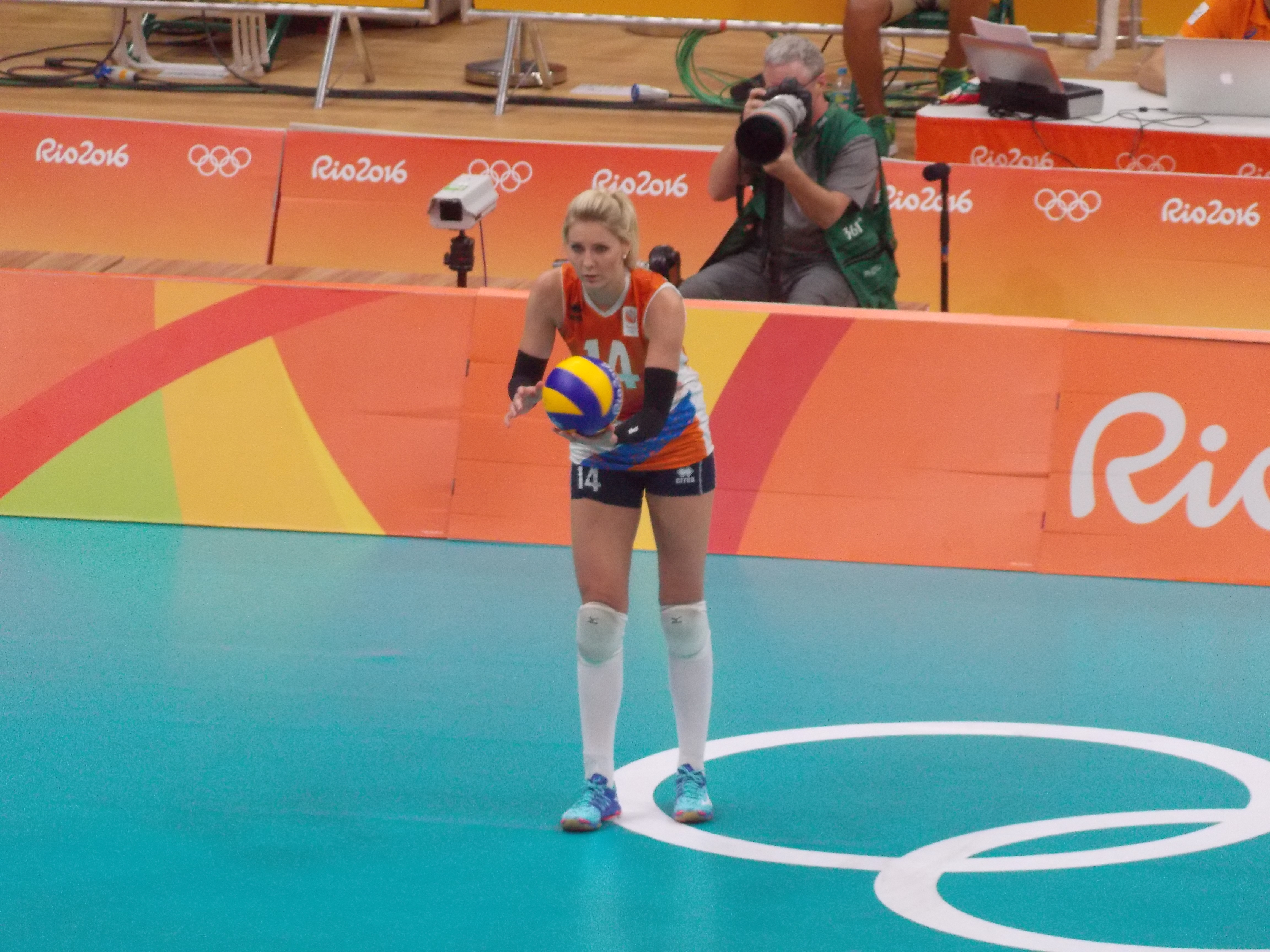
Juegos Olímpicos de Río de Janeiro 2016

Montreux Volley Masters:
- 2015

Campeonato Europeo:
- 2015, 2017

Grand Prix:
- 2016

## Premios individuales
- 2017: Mejor armador Campeonato Europeo